# Munyoro Nyamau
Hezekiah Munyoro Nyamau (ur. 5 grudnia 1942 w Kisii w prowincji Nyanza) – kenijski lekkoatleta sprinter, mistrz i wicemistrz olimpijski.
Zdobył srebrny medal w sztafecie 4 × 400 metrów na igrzyskach olimpijskich w 1968 w Meksyku (kenijska sztafeta biegła w składzie: Daniel Rudisha, Nyamau, Naftali Bon i Charles Asati). Na tych samych odpadł w półfinale biegu na 400 metrów.
Zdobył złoty medal w sztafecie 4 × 400 metrów na igrzyskach Brytyjskiej Wspólnoty Narodów w 1970 w Edynburgu. Sztafeta biegła w składzie: Nyamau, Julius Sang, Robert Ouko i Asati. Na tych samych igrzyskach Nyamau odpadł w półfinale biegu na 400 metrów i w ćwierćfinale biegu na 200 metrów. 
5 sierpnia 1970 w Londynie sztafeta kenijska w składzie: Bon, Nyamau, Thomas Saisi i Ouko ustanowiła rekord świata w sztafecie 4 × 880 jardów wynikiem 7:11,6.
Na igrzyskach olimpijskich w 1972 w Monachium Nyamau odpadł w ćwierćfinale biegu na 400 metrów. Pod nieobecność sztafety ze Stanów Zjednoczonych, która została zdekompletowana przez kontuzje i dyskwalifikacje, kenijska sztafeta 4 × 400 metrów zdobyła złoty medal, jako jedyna osiągając czas poniżej 3 minut (2:59,83). Biegła w składzie: Asati, Nyamau, Ouko i Sang.
W 1973 otrzymał złoty medal igrzysk afrykańskich w konkurencji biegu sztafet 4 × 400 metrów.
Rekordy życiowe Nyamau:
- bieg na 400 metrów – 45,91 s (16 października 1968, Meksyk)